# Raglan (kläder)

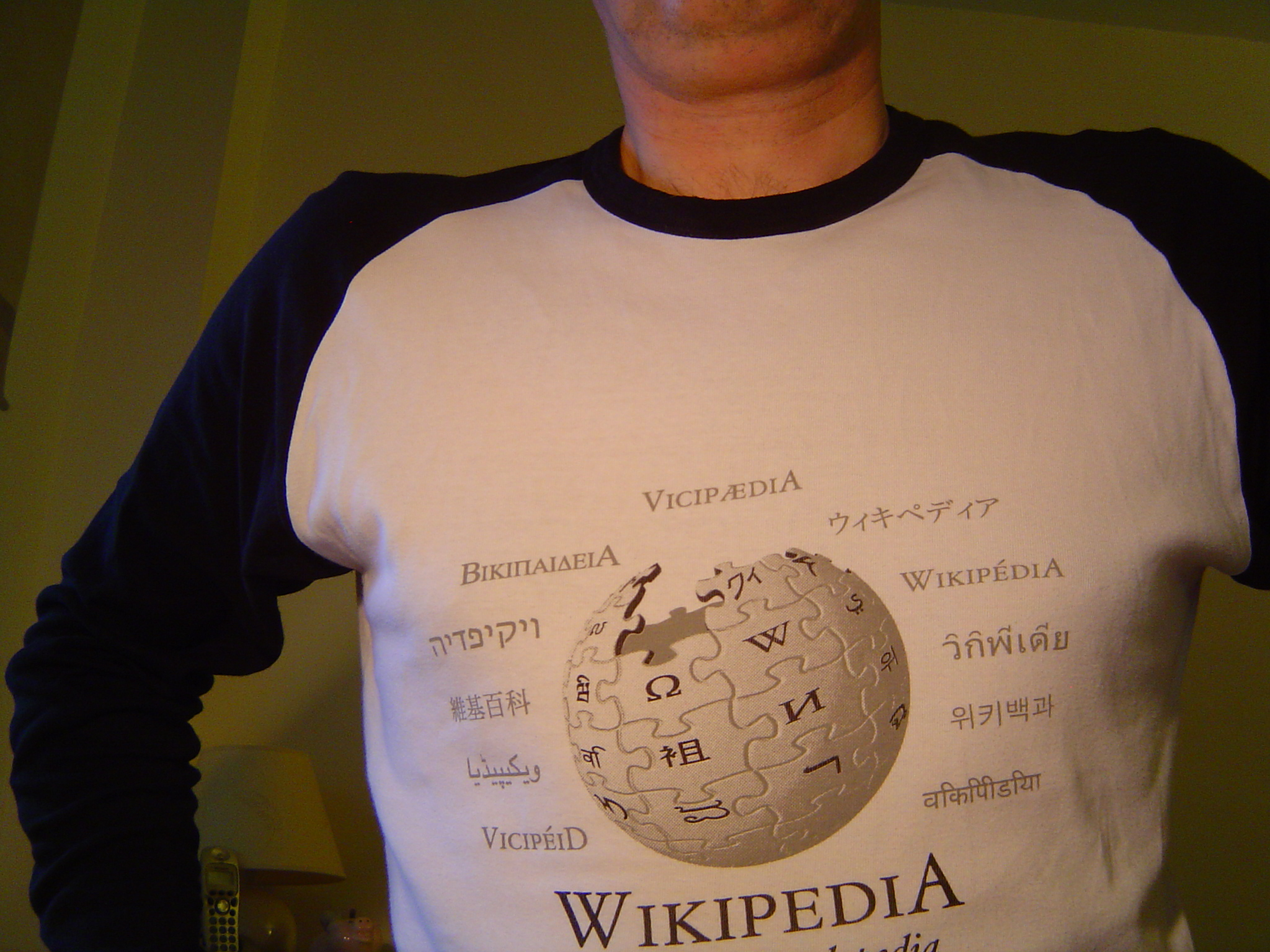
Raglanärm på en tröja

Raglan är från början en sorts rock (klädesplagg), men ordet används nu också för den sorts ärmar som raglan-rocken har. Ärmskärningen är uppkallad efter Lord Raglan (lord Fitzroy Raglan), brittisk general under Krimkriget 1849-50. Med denna ärm ville han dölja att ena armen hade amputerats. En raglanärm skärs från axeln och sys samman med livet med en diagonal söm.